# Imperio jerifiano
El Imperio jerifiano (en árabe: المملكة المغربية الشريفة‎, romanizado: al-Mamlaka al-Maghribiya al-Sharifa o الدولة المغربية الشريفة‎, ad-Dawla al-Maghribia al-Sharifa; en francés: Empire chérifien) es una denominación histórica dada al actual Reino de Marruecos entre los siglos XVI y XX, bajo la gobernanza de las dinastías saadí y los alauitas, quienes afirman ser jerifes, es decir, descendientes de Mahoma (de ahí el nombre).
Hasta 1912 fue un imperio teocrático-militar de fronteras cambiantes, multiétnico y multirreligioso. La lenta penetración del capitalismo de mercado durante el siglo XIX y el cerco militar francés cambiaron el devenir del Sultanato Jerifiano, que culminó con la firma del Tratado de Fez en 1912 por el sultán alauí Mulay Abdelhafid.
La denominación cayó en desuso poco después del final del protectorado francés; en el Boletín Oficial, el nombre de «Imperio jerifiano» se siguió utilizando para referirse a Marruecos hasta el número 2352 del 22 de noviembre de 1957, y se sustituye definitivamente por «Reino de Marruecos» en el siguiente número del 29 de noviembre de 1957.
El régimen político consuetudinario del sultanato será reformado poco después de la independencia de Marruecos, tras lo cual el país tenderá hacia unos estándares políticos más «occidentalizados», así como hacia una institucionalización amparada por la Constitución de 1962. De esta manera Marruecos adoptó un régimen de tipo monárquico constitucional, aunque, en la práctica, sigue manteniendo un sistema de gobierno tradicional y fuerte. La dinastía alauita reinante, básicamente reemplazó el título de «sultán» por el de «rey».

## Lectura complementaria
- Velasco de Castro, R. (2013). «La monarquía alauí, símbolo identitario de la nación marroquí: legitimidad histórica e instrumentalización política». Diacrone: Studi di Storia Contemporanea (16). doi:10.4000/diacronie.812. Consultado el 16 de abril de 2021.
- Zarrouk, M. (2010). «La región: Del imperio jerifiano al Marruecos actual». Revista de Estudios Internacionales Mediterráneos. Archivado desde el original el 25 de noviembre de 2020. Consultado el 16 de abril de 2021.